# Штурм Черкас
Штурм Черкас — це була друга і одна з найуспішніших битв Повстання Павлюка.

## Передумови
Черкаси жили передчуттям облоги після того, як в Черкаси дійшла звістка про виступ загонів Карпо Скидана на Переяслав. Олії у вогонь підливало ще те, що гетьман Кононович забрав з собою велику частину реєстрових козаків під Переяслав, щоб зупинити Скидана, тому в місті залишилася лише польська залога і невелика частина реєстровців.

## Перебіг подій
Коли загони полковника Лихого підійшли до міста хорунжий (ім'я не відоме) наказав скидати каміння на козаків. Але ці дії ні до чого не привели (було поранено декілька десятків козаків). Після того як козаки увірвалися в замок польська залога майже одразу здалася. Кажуть що після завершення битви козаки і міщани гуляли 3 дні без перестанку. Полковник Лихий наказав укріпити місто, але ці заходи виявилися не потрібними, і після бою під Кумейками Павлюк відступив до Боровиці де повстання закінчилося програшем повсталих.